# Aresing
Aresing er en kommune i landkreis Neuburg-Schrobenhausen i regierungsbezirk Oberbayern, i den tyske delstat Bayern.

## Geografi
Aresing ligger i Planungsregion Ingolstadt fire kilometer syd for Schrobenhausen.
Ud over Aresing ligger i kommunen landsbyerne Autenzell, Gütersberg, Hengthal, Neuhof, Niederdorf, Oberlauterbach, Oberweilenbach, Rettenbach og Unterweilenbach.